# Stan przedrakowy
Stan przedrakowy (łac. status praecancerosus) jest to patologia, na podłożu której, w ujęciu statystycznym, częściej niż w przypadku innych chorób może rozwinąć się nowotwór. Stany przedrakowe dzielą się na właściwe stany przedrakowe oraz stany przedrakowe w szerokim ujęciu.
Do właściwych stanów przedrakowych można zaliczyć:
- polipowatość rodzinną jelita grubego,
- rogowacenie starcze skóry,
- róg skórny,
- skórę pergaminową,
- leukoplakię,
- przełyk Barretta
- erytroplakię.

Natomiast do stanów przedrakowych w szerokim ujęciu zaliczają się:
- starcza skóra,
- przewlekłe owrzodzenia,
- nadżerka szyjki macicy w okresie epidermizacji,
- polipy jelita grubego.

Czynnikami ryzyka stanów przedrakowych są[niewiarygodne źródło?]:
- palenie tytoniu
- alkohol
- nadmierna ekspozycja na słońce
- brak higieny

Istotą stanu przedrakowego jest często zaburzenie "na poziomie komórkowym" – np. występujące aberracje chromosomowe czy mutacje genowe. Często właśnie od takiej komórki rozpoczyna się rozwój nowotworu. Zmiany mikroskopowe w stanach przedrakowych występują często. Jedną z powszechnie występujących jest dysplazja. Może być ona małego, średniego lub dużego stopnia. Dysplazja dużego stopnia zwłaszcza bardzo nasilona jest praktycznie nie do odróżnienia z początkową histopatologicznie postacią raka, tzw. rakiem w miejscu (łac. carcinoma in situ). Jest to postać nowotworu, która ograniczona jest do jednej tkanki danego narządu i nie przekracza jej granicy (np. rak śródnabłonkowy). Rak w miejscu odznacza się znikomą inwazją i nie nacieka tkanek otaczających.